# 平塚共済病院
国家公務員共済組合連合会平塚共済病院（こっかこうむいんきょうさいくみあいれんごうかいひらつかきょうさいびょういん）は、神奈川県平塚市追分に位置する国家公務員共済組合連合会が運営する病院（旧令共済病院）である。

## 概要
医師の卒後臨床研修指定病院。地域医療支援病院、神奈川県がん診療連携指定病院、医師の卒後臨床研修指定病院。手外科センターは、湘南地域全域を対応範囲としている。看護師養成を後押しする病院奨学金制度を備えている。また、医療圏は湘南西部圏域（平塚市、秦野市、伊勢原市、大磯町、二宮町）に位置し、二次救急指定病院として平塚市、大磯町、二宮町を受け持っている。

## 沿革
- 1912年（明治45年）3月28日 -「海軍造船造兵事業現業員ノ共済組合ニ関スル件」 明治45年3月23日勅令第18号が公布。
- 1919年（大正8年）- 旧海軍火薬廠の職域病院として、横須賀海軍共済組合病院平塚診療所を開設。
- 1922年（大正11年）3月29日 - 明治45年勅令第18号を全部改正し、海軍共済組合令[注釈 1]が公布され『海軍共済組合』が発足。（以後、6次に渡り改正）
- 1922年（大正11年）- 海軍共済組合平塚病院と改称。
- 1927年（昭和2年）- 平塚海軍共済組合病院と改称。
- 1943年（昭和18年）- 平塚海軍共済病院と改称。
- 1945年（昭和20年）8月15日 - 終戦により財団法人共済協会へ継承。平塚共済病院と改称。
- 1945年（昭和20年）10月19日 - 財団法人共済協会を設立。
- 1945年（昭和20年）12月1日 - 海軍共済組合を解散[注釈 2]し「財団法人共済協会」が承継。
- 1949年（昭和24年）6月 - 特殊法人非現業共済組合連合会を設立。（1947年に設立された「財団法人政府職員共済組合連合会」を承継）
- 1950年（昭和25年）12月 - 旧令特別措置法[3]により「特殊法人非現業共済組合連合会」に編入。
- 1950年（昭和25年）- 旧令特別措置法により国家公務員共済組合連合会へ継承。
- 1958年（昭和33年）7月1日 - 特殊法人非現業共済組合連合会が国家公務員共済組合法施行に伴い国家公務員共済組合連合会 平塚共済病院と改称。
- 1994年（平成6年）- 新病棟を新築。
- 2000年（平成12年）3月31日 - 厚労省指定の「臨床研修病院」に認定。（厚生省収健政第252号）
- 2003年（平成15年）10月6日 -「地域医療支援病院」に承認。（神奈川県指令医整第585号）
- 2004年（平成16年）3月23日 - 厚労省指定の「外国人医師臨床修練病院」に認定。（315号）
- 2006年（平成18年）11月20日 - 日本医療機能評価機構による「病院機能評価認定病院」認定。（審査体制区分3、Ver.5.0）
- 2020年（令和2年）- 2020年度診療報酬改定により、DPC特定病院群に指定。[注釈 3]

## 診療科
- 内科
  - 呼吸器内科
  - 消化器内科
  - 循環器内科
  - 腎臓内科
  - 内分泌代謝内科
  - 脳神経内科
  - 膠原病内科
  - 血液内科
- 外科
- 整形外科
  - 手外科センター
- 形成外科
- リウマチ科
- 脳神経外科
- 心臓血管外科
- 皮膚科
- 泌尿器科
- 眼科
- 産婦人科
- 耳鼻咽喉科
- 小児科
- 麻酔科
- 放射線科
- 病理診断科
- リハビリテーション科
- 心身医療科

疾患別センター
- 心臓センター
- 脳卒中センター
- 救急センター
- 手外科センター

診療協力部門
- 臨床検査科
- 健診センター
- 薬剤科
- 臨床工学科（ME）
- 看護相談室
- 外来治療センター
- 輸血管理室
- 医療安全管理室
- 感染管理室
- 内視鏡室
- 栄養科
- 透析センター

診療支援部門
- 臨床研修科
- 医療連携支援センター

## 医療機関の指定等
- 保険医療機関
- 労災保険指定医療機関
- 指定自立支援医療機関（更生医療）
- 指定自立支援医療機関（精神通院医療）
- 身体障害者福祉法指定医の配置されている医療機関
- 生活保護法指定医療機関
- 結核指定医療機関
- 指定養育医療機関
- 原子爆弾被爆者医療指定医療機関
- 感染症指定医療機関
- 母体保護法指定医の配置されている医療機関
- DPC対象病院
- 臨床研修病院（基幹型）
- 外国人医師臨床修練病院
- 救急告示医療機関
- 地域医療支援病院
- 神奈川県がん診療連携指定病院
- 病院機能評価機構認定（3rdG:Ver2.0）

## 先進医療
- 超音波骨折治療法
- 腹腔鏡下センチネルリンパ節生検
- 早期胃がん

## 併設施設
- 訪問看護ステーションさくら

## 周辺の施設
- 平塚市総合公園
- 神奈川県立平塚盲学校
- 神奈川県立平塚ろう学校
- 神奈川県立平塚江南高等学校

## 交通アクセス
- JR東海道線平塚駅から神奈川中央交通バス 「共済病院前総合公園西」下車、徒歩約1分。

- JR東海道線平塚駅から神奈川中央交通バス 「追分」下車、徒歩約3分。

- 小田急小田原線伊勢原駅から神奈川中央交通バス 「共済病院前総合公園西」下車、徒歩約1分。